# Rozworzany
Rozworzany (ukr. Розворяни, Rozworiany) – wieś na Ukrainie w rejonie lwowskim (wcześniej w rejonie złoczowskim) obwodu lwowskiego.

## Historia
Chodko Łojowicz z Wyżnian, herbu Korczak w marcu 1382 za 15 grzywien srebra kupił od Kliszka Jagolnikowicza wieś Rozworzany.
W 1921 wieś liczyła 161 zagród i 784 mieszkańców, w tym 649 Ukraińców, 103 Polaków i 28 Żydów. W 1931 zagród było 176 a mieszkańców 930.
W 1944 nacjonaliści ukraińscy zamordowali pięć osób narodowości polskiej.